# Canionul Mihăileni
Canionul Mihăileni (monument al naturii cunoscut și sub denumirea de „Râpa lui Brod” sau Pârâul lui Brot), este o arie protejată de interes național ce corespunde categoriei a III-a IUCN (rezervație naturală de tip geologic), situat în sudul Transilvaniei, pe teritoriul județului Sibiu.

## Localizare
Aria naturală se află în partea central-nordică a județului Sibiu (la limita sudică a Podișului Hârtibaciului), pe teritoriul administrativ al comunei Mihăileni, în partea nord-estică a satului Șalcău, în apropierea drumului județean DJ141A.

## Descriere
Rezervația naturală (cu o suprafață de 0,60 ha) a fost declarată arie protejată prin Legea Nr.5 din 6 martie 2000, publicată în Monitorul Oficial al României, Nr.152 din 12 aprilie 2000, privind aprobarea Planului de amenajare a teritoriului național - Secțiunea a III-a - zone protejate și reprezintă un defileu (vale îngustă) cu versanți abrupți (alcătuiți din sedimente pliocene) cu înălțimi de până la 20-25 m. și o desfășurare de 0,60 km; creați în urma eroziunii (spălare, șiroire) rocilor. Rezervația se află în malul stâng al Văii Calvei și prezintă interes geologic și peisagistic.